# Балтійське море

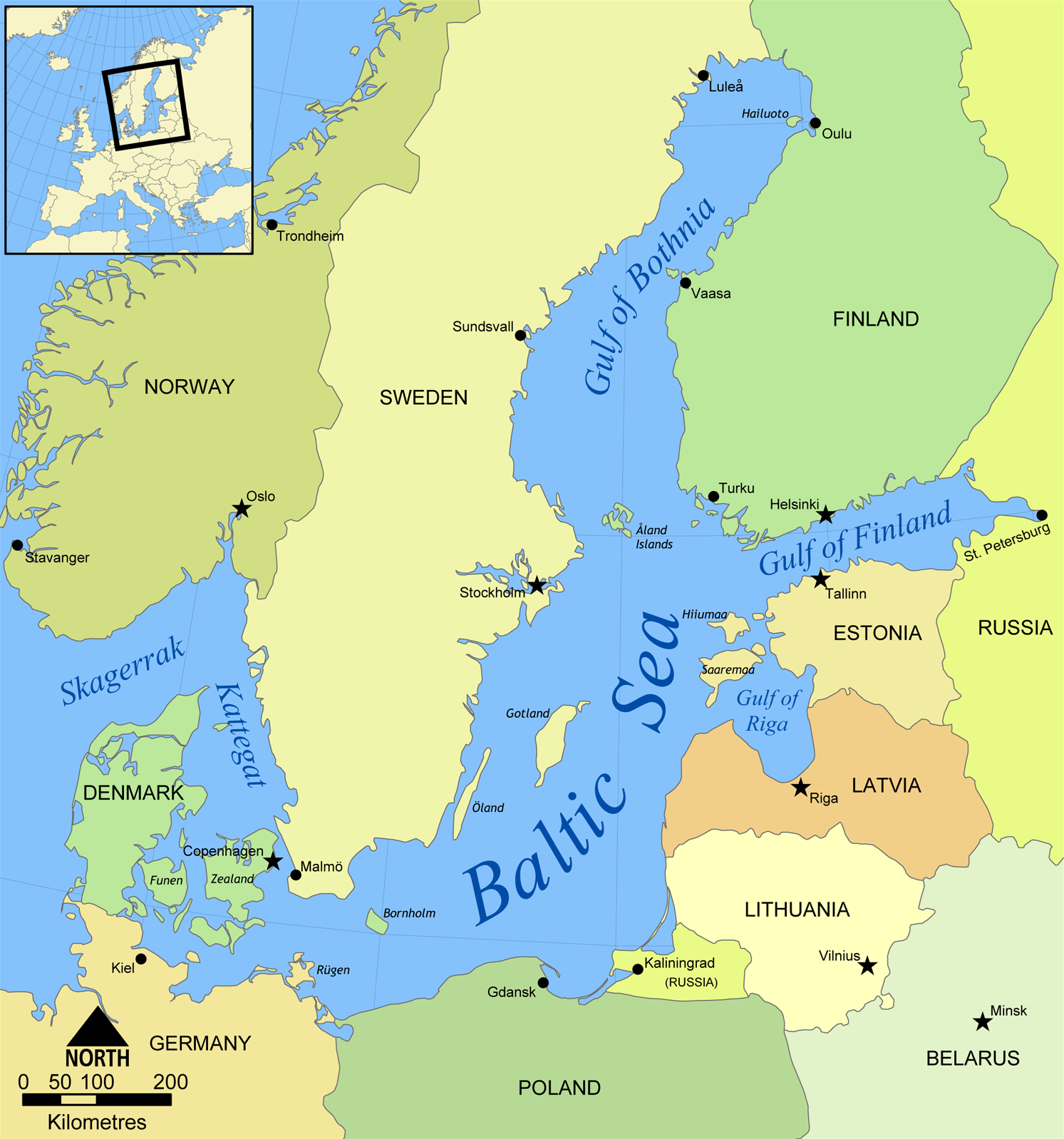
Балтійське море, карта

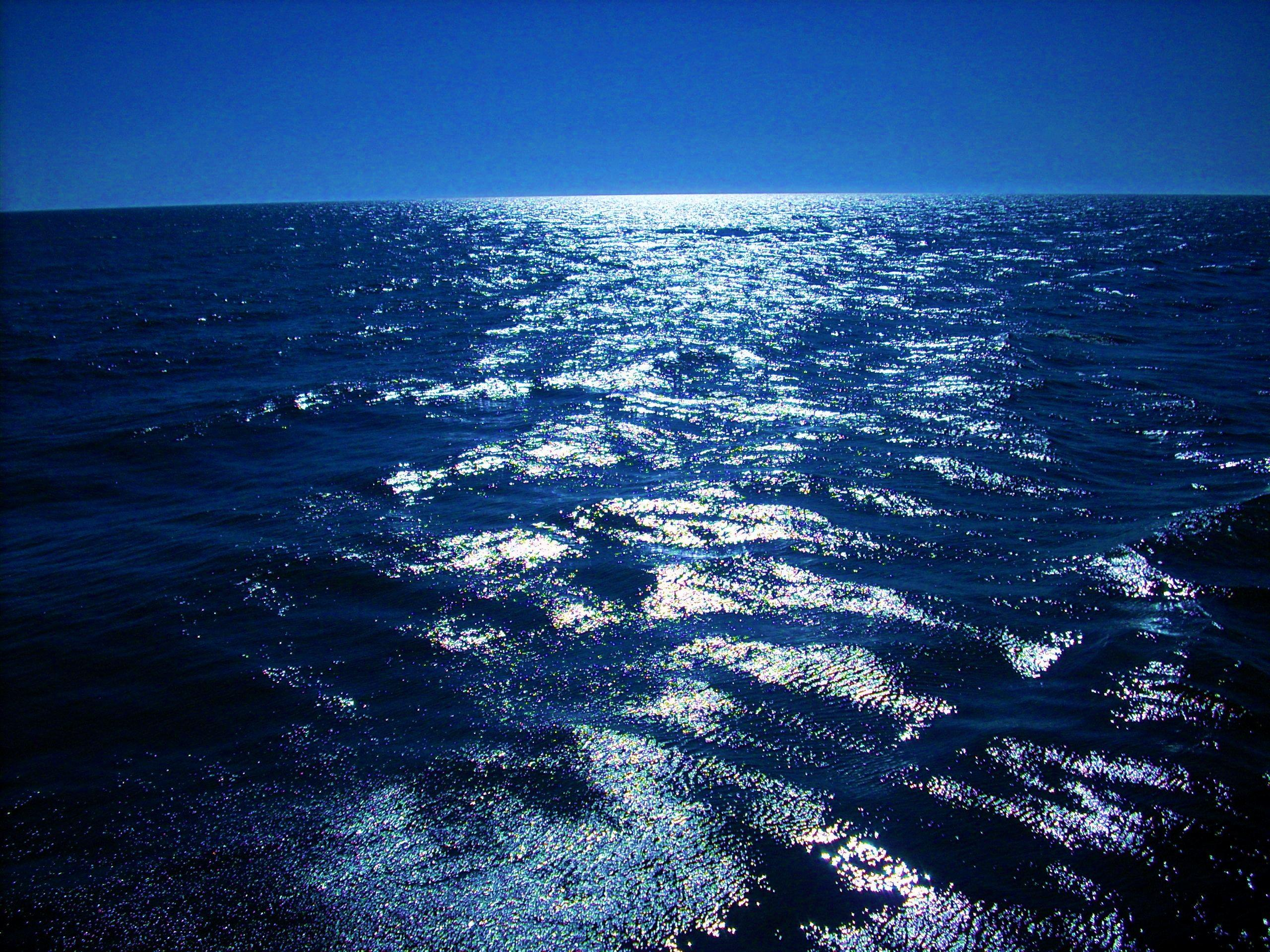
Балтійське море

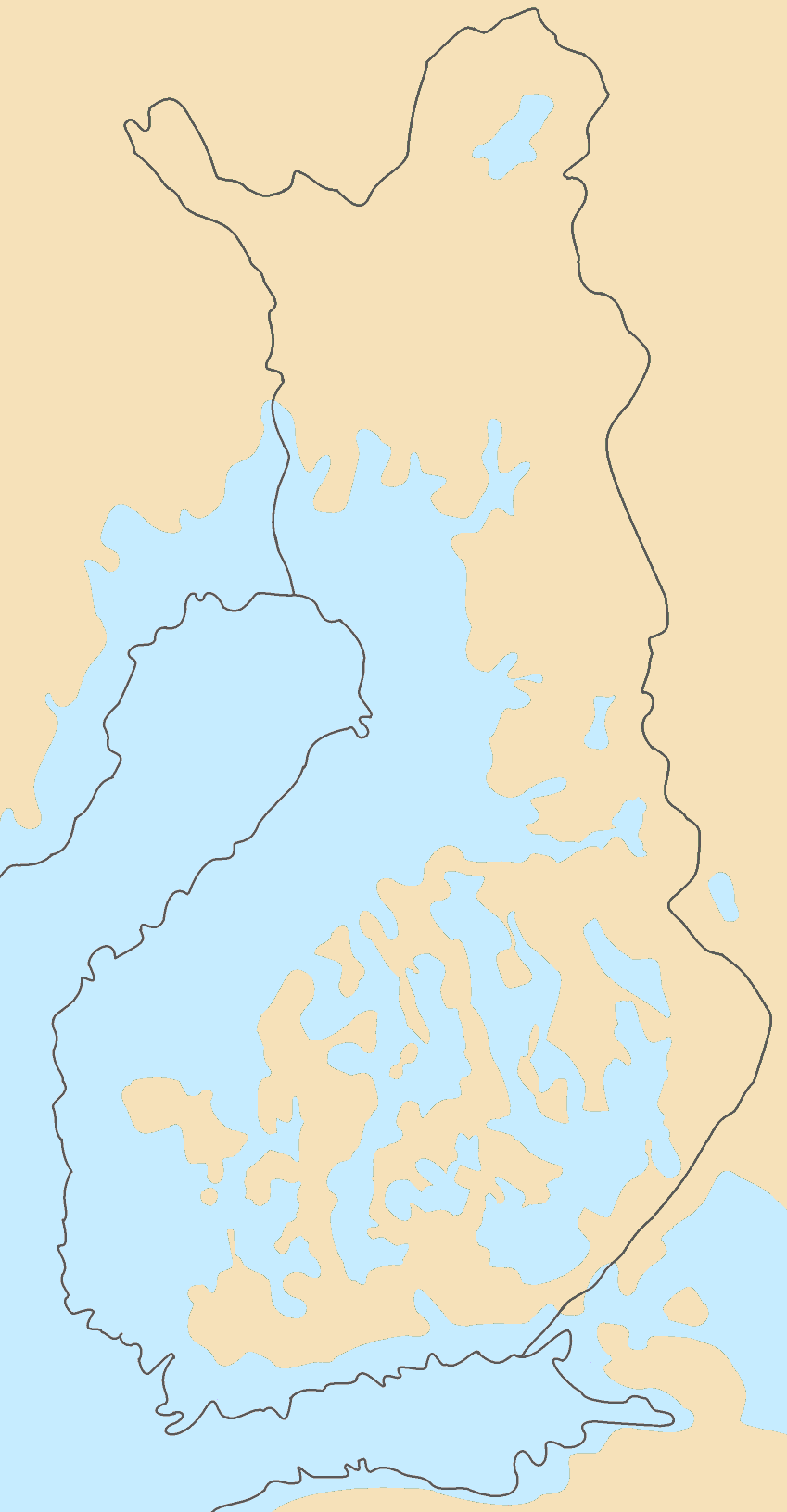
Більша частина сучасної Фінляндії є колишнім морським дном, або архіпелагом: рівень моря відразу після останнього льодовикового періоду

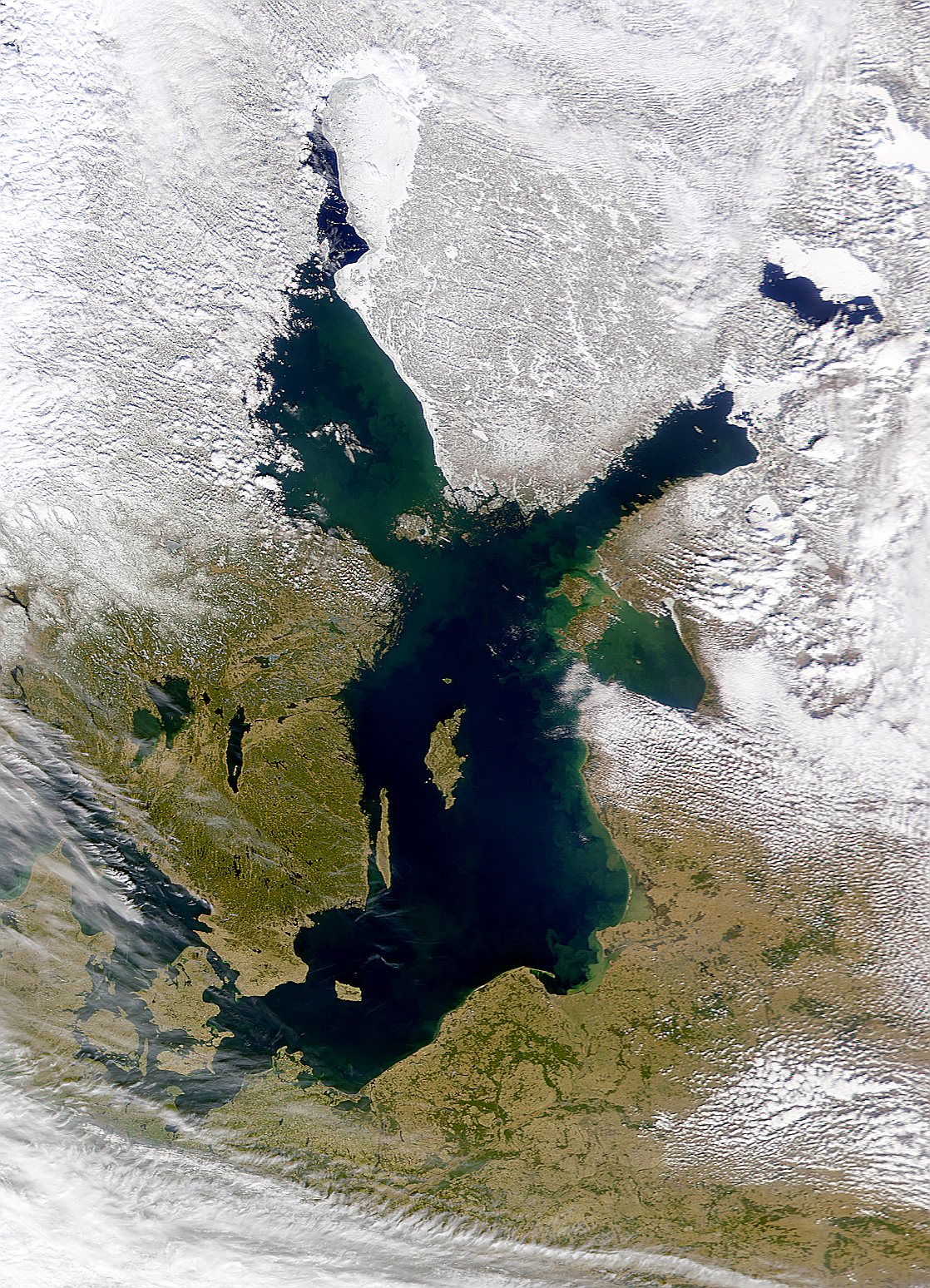
Балтійське море взимку

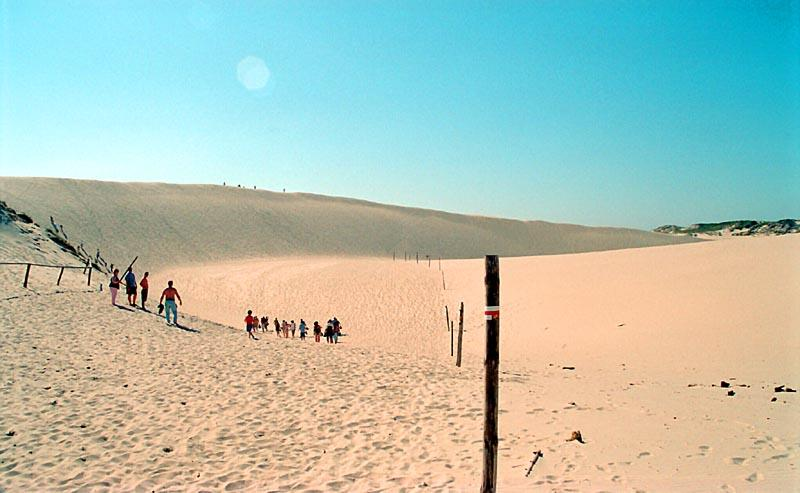
Дюни польського узбережжя

Балті́йське мо́ре — солонувате внутрішнє море розташоване в північній Європі, між 53°N до 66°N і від 20°E до 26°E. Обмежено Скандинавським півостровом, континентальною частиною Європи, і данськими островами. Має зв'язок зі світовим океаном через Каттегат, Ересунн, Великий Бельт і Малий Бельт. Каттегат має продовження через Скагеррак до Північного моря та Атлантичного океану. Балтійське море штучно пов'язано з Білим морем Біломорсько-Балтійським каналом і з Північним морем Кільським каналом. Балтійське море має на півночі Ботнічну затоку, на північному сході Фінську затоку, і на сході Ризьку затоку. 

## Етимологія
Тацит назвав його Mare Suebicum від назви германського народу Suebi — свеви. У часи Клавдія Птоломея — Венедська затока. Першою письмовою згадкою про Балтійське море (Mare Balticum) був запис німецького літописця одинадцятого століття Адама Бременського. Гіпотези про походження сучасної назви вельми суперечливі. Можливе походження від німецького слова belt, яке наразі використовується для позначення данських проток, Великий Бельт і Малий Бельт. У той же час інші вчені стверджують, що ця назва походить від латинської balteus (протока). Варто зазначити, що ім'я Belts може бути пов'язане з данським bælte, що також означає протока. Крім того Адам Бременський пояснив, що море називається так тому, що воно знаходиться біля землі, за назвою belt (Balticus, eo quod in modum baltei longo tractu per Scithicas regiones tendatur usque in Greciam). Можливо, також на назву вплинув легендарний острів, згаданий в Природній історії у Плінія Старшого. Пліній згадує острів за назвою Балтія (або Balcia) з посиланням на Піфея і Ксенофонта. Цілком можливо, що Пліній посилається на острів Basilia («Королівство») у На океані Піфея. Балтія також може бути отримано від «belt» в значенні «біля морської протоки».
Є вчені що прийшли до висновку, що назва острова походить від індоєвропейського кореня * bhel білий, справедливий. Інше пояснення полягає в тому, що назва була пов'язана з болотом і спочатку означало «море, затока» на відміну від відкритого моря.
Давньоруська назва — Варязьке море.
У Середні століття назва моря була різною, назва Балтійське море почало домінувати тільки після 16 століття. Використання Балтика та аналогічні терміни для позначення регіону на схід від моря почалося лише в 19 столітті.

### Назва в різних мовах
Балтійське море в античних джерелах зветься Mare Suebicum (також відоме як Mare Germanicum) або Західне море, Східне море, Балтійське море в різних мовах:
- У германських мовах, крім англійської, Східне Море використовують: африкаанс (Oossee), данська (Østersøen), нідерландська (Oostzee), німецька (Ostsee), ісландська і фарерська (Eystrasalt), норвезька (Østersjøen) і шведська (Östersjön). У давньоанглійський також відома як Ostsæ.
- Крім того, балтійсько-фінська фінська мова вживає кальку Itämeri зі шведського «Східне море», незалежно від географії (море на захід від Фінляндії), хоча зрозуміло, оскільки фіни були під шведською владою, від середньовіччя до 1809.
- В іншій балтійсько-фінській мові, естонською — Західне Море (Läänemeri), згідно з географією (море на захід від Естонії).
- Балтійське море використовує англійська (Baltic Sea); балтійські мови латиська (Baltijas jūra) і литовська (Baltijos jūra); латина (Mare Balticum) і романські мови — французька (Mer Baltique), італійська (Mar Baltico), португальська (Mar Báltico), румунська (Marea Baltică) й іспанська (Mar Báltico); в слов'янських мовах — польська (Morze Bałtyckie або Bałtyk), чеська (Baltské moře), хорватська (Baltičko more), болгарська (Балтийско море), кашубська (Bôłt) і російська (Балтийское море); а також в угорській мові (Balti-tenger).

## Геофізичні дані
Балтійське море є слабомінералізованим внутрішнім морем, і є найбільшим басейном солонуватої води у світі (іноді називають Чорне море). Займає басейн утворений льодовиковою ерозією.

### Розміри
- Довжина — 1600 км,
- Середня ширина — 193 км,
- Середня глибина — 55 м.
- Найбільша глибина — 459 м.
- Площа — близько 377 000 км²
- Обсяг — близько 21000 км³
- Довжина берегової лінії — близько 8000 км[8]

### Морський лід
У середньому Балтійське море може покриватися кригою до 45 % (максимум) його поверхні. Зазвичай покриті льодом Ботнічна, Фінська, Ризька затоки і Väinameri в естонському архіпелазі. Інші частини Балтійського моря не замерзають при нормальній зимі, за винятком захищених заток і мілководних лагун, на кшталт Курської затоки. Крига досягає найбільшої товщини в лютому або березні; типова товщина льоду в північних районах Ботнічної затоки, становить близько 70 см для пакового морського льоду. Товщина знижується далі на південь.
Замерзання починається в північній частині узбережжя Ботнічної затоки, як правило, в середині листопада, досягнувши відкритої акваторії Ботнічної затоки на початку січня. Басейн на південь від Ботнічної затоки, замерзає в середньому в кінці лютого. Фінська і Ризька затоки замерзають, як правило, в кінці січня.
Товщина криги залежить від того, на скільки сувора зима. Сувора зима може призвести до формування криги навколо Данії та південної Швеції. В останні роки зимою лід встановлюється тільки на півночі і сході моря.
У Фінській і Ботнічній затоці, як правило, крига скресає наприкінці квітня, на сході Фінської затоки інколи зберігається до травня. У північній частині Ботнічної затоки крига зазвичай зберігається до кінця травня.
Протягом зими, припаю, через прибережний лід порти недоступні без послуг криголамів. Вітри з пакового льоду утворюють великі (історично зафіксовано до 15 м) тороси.
Крижаний покрив корисний для декількох видів тварин (нерпа) і рослин.

### Гідрографія
Балтійське море скидає воду через Данські протоки, проте існує компенсаційна течія — потік комплексу. Поверхневий шар солонуватої води об'ємом 940 км³ на рік прямує у Північне море. Через різницю в солоності, донна течія солонішої води рухається в протилежному напрямку і приносить 475 км³ на рік. Перемішування води відбувається вельми повільно, через що відбувається стратифікація — солона вода залишається на глибині 40-70 м. Циркуляція води відбувається проти годинникової стрілки: на північ уздовж східного узбережжя, і в південному напрямку вздовж західного узбережжя (Alhonen 88).
На відміну від відтоку та притоку з узбережжя відбувається виключно за рахунок прісної води. Балтійське море приймає понад 250 водостоків, басейн має площу близько 1,6 млн км², приймаючи об'єм 660 км³ на рік. Балтика приймає повноводні річки Північної Європи, такі, як Одер, Вісла, Німан, Даугава і Нева. Додаткове надходження прісної води відбувається через позитивний баланс опадів над випаровуванням.
Важливим чинником є приток солоної води з Північного до Балтійського моря. Такий приток, важливий для Балтійської екосистеми у зв'язку з принесенням кисню до Балтійських глибин, що відбувалося в середньому раз на чотири-п'ять років до 1980-х. В останні десятиліття вони стали менш частими. Останні три відбулися у 1983, 1993 та 2003 роках свідчить про нове надходження протягом приблизно десяти років.
Рівень води в цілому набагато більше залежить від нагонів вітру, ніж від припливних ефектів. Тим не менш, припливні течії виникають у вузьких протоках у західній частині Балтійського моря.

### Солоність
У Балтійському морі солоність значно менша, ніж в океані (в середньому 3,5 %, або 35 ‰). У результаті великого стікання прісних вод з навколишніх теренів, що на рік становить одну сорокову від його загального обсягу, (обсяг басейну становить близько 21000 км³ і річне стікання становить близько 500 км³). У відкритій акваторії в центральному басейні мають солоність від 6 до 8 ‰. У закритих затоках з великими надходженням прісної води, як, наприклад, Фінська затока в гирлі Неви і Ботнічній затоці поруч з гирлом Луле, Торніо і Кемі, солоність значно менша. На глибині 40-70 м, солоність становить від 10 до 15 ‰ у відкритій акваторії Балтійського моря, і більша, ніж у Данських проток.
Поруч з Данськими протоками солоність близька до солоності Каттегату, але нижча за океанічну, оскільки солонувата вода, що надходить протоками, вже змішана з великою кількістю стікаючої води. Солоність поступово зменшується в напрямку з півночі і сходу. У північній частині Ботнічної затоки вода малосолена та багато прісноводних видів живуть в морі. Ступень солоності корелюється з температурою. Ці два чинники обмежують багато видів тварин і рослин у відносно вузькому регіоні Балтійського моря.
Найсолоніша вода вертикально стратифікована у товщі води на півночі, створюючи перешкоди для обміну киснем та поживними речовинами. Там розвивається повністю окреме морське середовище.

### Температурний режим
Температура поверхневих шарів води влітку у Фінській затоці становить 15-17 °C, в Ботнічній затоці — 9-13 °C, в центрі моря — 14-17 °C. Зі збільшенням глибини температура повільно знижується до глибини термоклину (20-40 метрів), де відбувається різкий стрибок до 0,2-0,5 °C, потім температура росте, досягаючи біля дна 4-5 °C.
| Горизонт м | Січень | Лютий | Березень | Квітень | Травень | Червень | Липень | Серпень | Вересень | Жовтень | Листопад | Грудень |
| 0          | 0,8    | -0,4  | 0,2      | 0,6     | 4,4     | 10,0    | 15,4   | 16,0    | 13,5     | 8,6     | 5,7      | 3,0     |
| 10         | 0,5    | 0,0   | 0,1      | 0,3     | 3,3     | 7,5     | 13,2   | 14,6    | 12,5     | 8,4     | 6,1      | 4,1     |
| 20         | 0,8    | 0,2   | 0,1      | 0,4     | 1,8     | 4,7     | 7,2    | 7,9     | 10,4     | 8,2     | 6,1      | 4,3     |
| 30         | 1,0    | 0,4   | 0,3      | 0,4     | 1,4     | 2,5     | 3,5    | 3,9     | 7,8      | 6,0     | 5,3      | 4,4     |
| 50         | 3,0    | 2,5   | 2,2      | 2,5     | 2,3     | 2,5     | 2,6    | 3,3     | 3,1      | 3,2     | 4,1      | 3,9     |

| Горизонт м | Січень | Лютий | Березень | Квітень | Травень | Червень | Липень | Серпень | Вересень | Жовтень | Листопад | Грудень |
| 0          | 3,7    | 2,5   | 1,8      | 2,2     | 5,5     | 11,3    | 15,5   | 17,1    | 13,8     | 10,7    | 8,0      | 5,8     |
| 10         | 3,6    | 2,5   | 1,8      | 2,1     | 4,5     | 9,9     | 14,6   | 16,9    | 13,6     | 10,4    | 8,0      | 5,8     |
| 20         | 3,6    | 2,5   | 1,8      | 2,0     | 3,4     | 6,6     | 10,3   | 13,5    | 13,3     | 10,4    | 8,0      | 5,8     |
| 30         | 3,6    | 2,6   | 1,8      | 1,8     | 3,0     | 4,2     | 5,2    | 5,4     | 6,8      | 10,3    | 8,0      | 5,8     |
| 50         | 3,8    | 2,8   | 1,9      | 1,7     | 2,4     | 3,0     | 3,4    | 3,4     | 2,8      | 3,2     | 5,9      | 5,7     |
| 100        | 5,0    | 5,1   | 5,1      | 4,4     | 4,7     | 5,0     | 4,9    | 4,7     | 4,7      | 4,8     | 4,9      | 5,1     |

## Географічні дані

### Поділ
Північна частина Балтійського моря, відома як Ботнічна затока, найпівнічніша частина затоки зветься Ботнічною бухтою. Південніше Ботнічна затока зветься Ботнічним морем, ще південніше знаходиться Аландське море. Через Фінську затоку Санкт-Петербург має вихід у Балтійське море. У Ризькій затоці знаходиться латвійська столиця Рига та естонський острів Сааремаа.
Північне Балтійське море лежить між регіоном Стокгольму, південно-західною Фінляндією та Естонією. Західній та Східний Готландський басейн є провідною частиною Центрального Балтійського моря або власне Балтики. Борнхольмський басейн є районом на схід від Борнхольму, і менший Арконський басейн простирається від Борнхольму до данських островів Фальстер і Зеландія.
На півдні Гданська затока знаходиться від Хельської коси на польському узбережжі і до Земландського півострова в Калінінградській області. Померанська бухта лежить на північ від островів Узедом і Волін, на схід від острова Рюген. Між Фальстером та німецьким узбережжям лежать Мекленбурзька бухта і Любецька бухта. У західній частині Балтійського моря є Кільська бухта. Три Данські протоки, Великий Бельт, Малий Бельт і Ересунн, з'єднують Балтійське море з Каттегатом і Скагерраком й далі з Північним морем.

## Геологічна історія
Балтійське море дещо нагадує русло, з двома притоками, у Фінський і Ботнічній затоці. Геологічні дослідження показують, що за часів пліоцену замість Балтійського моря, була широка рівнина навколо великої річки Ерідан. Кілька заледенінь у плейстоцені перетворили річище у морський басейн.

## Топоніми

### Острови
Фюн, Зеландія, Борнхольм, Узедом, Рюген, Еланд, Готланд, Сааремаа, Хіюмаа, Волін.

### Найбільші затоки
Ботнічна, Фінська, Ризька, Гданська, Курська

### Головні річки
Нева, Вісла, Кемі, Одер, Німан

### Головні порти
Щецин, Гданськ (Польща), Клайпеда (Литва), Санкт-Петербург, Калінінград (Росія), Гельсінкі (Фінляндія), Стокгольм (Швеція)

## Клімат
Акваторія моря лежить в перехідній зоні від морської до континентальної області помірного кліматичного поясу. Увесь рік панують помірні повітряні маси. Переважає західний перенос. Значні сезонні коливання температури повітря. Зволоження достатнє, на півночі — надмірне. Цілий рік переважає циклонічна діяльність, погода мінлива, часті шторми. Достатньо тепла зима з нестійкою дощовою погодою, сильними вітрами; літо досить прохолодне з більш лагідною погодою.

### Протоки
- Ересунн
- Кваркен Північний
- Кваркен Південний[en]
- Великий та Малий Бельт
- Скагеррак
- Каттегат

## Біологія
Акваторія моря утворює самостійний екорегіон Балтійського моря бореальної північноатлантичної морської зоогеографічної провінції. Зоогеографічно донна фауна континентального шельфу й острівних мілин до глибини 200 м належить до атлантичної області бореальної зони.